# Rudzie (rejon oszmiański)
Rudzie (biał. Рудзі; ros. Руди) − wieś na Białorusi, w obwodzie grodzieńskim, w rejonie oszmiańskim, w sielsowiecie Graużyszki.

## Historia
W czasach zaborów wieś w okręgu wiejskim Kllewica, w gminie Graużyszki, w powiecie oszmiańskim, w guberni wileńskiej Imperium Rosyjskiego. W 1866 należała do dóbr Klewica, własność Umiastowskich. W 1905 roku wieś liczyła 69 mieszkańców, należała do Klewicza.
W latach 1921–1945 wieś leżała w Polsce, w województwie wileńskim, w powiecie oszmiańskim, w gminie Graużyszki.
W 1931 w 14 domach zamieszkiwały 84 osoby.
Wierni należeli do parafii rzymskokatolickiej w Narwiliszkach. Miejscowość podlegała pod Sąd Grodzki w Holszanach i Okręgowy w Wilnie; właściwy urząd pocztowy mieścił się w Graużyszkach.